# Aggressive Inline
Aggressive Inline là một game trượt patin nghệ thuật (Aggressive Inline Skate) do hãng Z-Axis Ltd. và Full Fat phát triển và Acclaim Entertainment phát hành dưới nhãn hiệu AKA Acclaim. Trò chơi có những tay trượt patin chuyên nghiệp xuất hiện trong game, bao gồm Chris Edwards, Eito Yasutoko, Franky Morales, Jaren Grob và Taïg Khris.

## Lối chơi
Lối chơi của game tập trung vào việc hoàn thành các mục tiêu được đưa ra bằng cách nói chuyện với các nhân vật qua mỗi màn. Trong khi một số mục tiêu liên quan đến việc đạt được một số lượng điểm nhất định trong một thời gian cụ thể, nhiều mục tiêu liên quan đến việc thực hiện các thủ thuật trên và ngoài các phần của môi trường trong game (ví dụ: một màn nọ yêu cầu người chơi thực hiện cú trượt vượt chướng ngại vật (Grinding) qua ba đèn giao thông, từng cái được đặt tại khoảng cách lớn hơn và đối mặt với một hướng khác nhau). Một tính năng sáng tạo tập trung vào hệ thống thăng cấp của người chơi, muốn vậy thì người chơi phải thực hiện tốt hơn các kỹ năng trượt patin trong các khu vực khác nhau bằng cách thực hành nhiều lần. Chẳng hạn, nếu người chơi có nhiều cú trượt patin lộn nhào trên không (Air Trick) trong suốt quá trình chơi, mỗi thủ thuật thành công sẽ tạo ra các điểm trong chỉ số về những cú bay nhảy của người chơi. Khi số điểm này đạt đến một số tiền nhất định, các cú trượt patin lộn nhào trên không của người chơi sẽ nâng lên một cấp, khiến thao tác trở nên dễ dàng hơn, chạy nhảy nhanh hơn và hiệu quả hơn. Các hành động tương tự cũng áp dụng cho những cú trượt vượt chướng ngại vật, trượt tốc độ, trượt trên rìa tường, trượt lùi, v.v...